# Черныш, Вадим Олегович
Вади́м Оле́гович Черны́ш (род. 16 октября 1971, Казанка, Николаевская область) — украинский государственный служащий. С августа 2006 до 1 ноября 2007 года — глава Кировоградской областной государственной администрации. С 14 апреля 2016 года по 29 августа 2019 года — министр по вопросам временно оккупированных территорий и внутренне перемещенных лиц , .

## Биография
- В 1999 — окончил юридический университет имени Ярослава Мудрого.
- С 1994 по 2000 работал в банке юристом-инспектором по вопросам банковской безопасности.

С 1999 практикующий адвокат (имеет опыт преподавательской деятельности).
- На президентских выборах 2004 года был доверенным лицом Виктора Ющенко в избирательном округе № 104 (Александрия, Долинский, Новгородковский, Александрийский и Петровский районы).
- 11 марта 2005 года назначен заместителем главы Кировоградской облгосадминистрации. С августа 2006 по ноябрь 2007 глава Кировоградской облгосадминистрации.

Депутат Кировоградского областного совета 4-го и 5-го созывов (2002—2010). С мая по август 2007 член Совета национальной безопасности и обороны Украины.
Государственный служащий 2-го ранга. Отмечен наградами Госкомитета спецсвязи, ЦИК, МЧС.
Эксперт по вопросам противодействия отмыванию денежных средств и финансирования терроризма. Член международной организации АCAMS (Соединённые Штаты Америки)с мая 2010 года.
26 июня 2015 года Кабинет Министров Украины назначил Вадима Черныша Председателем Государственного агентства по вопросам восстановления Донбасса.
14 апреля 2016 года Верховная Рада Украины назначила новый состав Кабинета Министров Украины (правительство Гройсмана), в составе которого Вадим Черныш занял должность министра по вопросам временно оккупированных территорий и внутренне перемещенных лиц.
«РБК-Украина» в апреле 2016 года называет его ставленником «влиятельного нардепа от БПП» А. Ю. Третьякова.
1 ноября 2018 года включён в санкционный список России.
Председатель Управляющего Совета Центра исследований безопасности "CENSS".
Вадим Черныш имеет научную степень кандидата юридических наук (PhD in law), диссертация посвящена вопросам административно-правового обеспечения контроля за деятельностью разведывательных органов Украины.
Преподает авторский курс "Основы национальной безопасности" для студентов-магистров специальности "Публичное управление и администрирование" и "Урегулирование конфликтов и медиация».